# Sevens Grand Prix Series Femenino 2015
El Sevens Grand Prix Series Femenino de 2015 fue la decimotercera temporada del circuito de selecciones nacionales femeninas europeas de rugby 7.

## Calendario
| Torneo                       | Ciudad | Fecha          | Campeón |
| ---------------------------- | ------ | -------------- | ------- |
| Seven Femenino de Kazán 2015 | Kazán  | 13-14 de junio | Rusia   |
| Seven Femenino de Brive 2015 | Brive  | 20-21 de junio | Francia |

## Tabla de posiciones
| Pos | País         | RUS | FRA | Puntos |
| --- | ------------ | --- | --- | ------ |
| 1   | Francia      | 18  | 20  | 38     |
| 2   | Rusia        | 20  | 16  | 36     |
| 3   | España       | 14  | 18  | 32     |
| 4   | Inglaterra   | 16  | 14  | 30     |
| 5   | Irlanda      | 12  | 12  | 24     |
| 6   | Países Bajos | 10  | 10  | 20     |
| 7   | Gales        | 6   | 8   | 14     |
| 8   | Italia       | 8   | 1   | 9      |
| 9   | Ucrania      | 2   | 6   | 8      |
| 10  | Portugal     | 3   | 4   | 7      |
| 11  | Escocia      | 4   | 2   | 6      |
| 12  | Alemania     | 1   | 3   | 4      |

|  | Campeonas y clasificadas a los Juegos Olímpicos. |
|  | Clasificadas al Torneo Preolímpico.              |

| Bandera de Francia |
| Campeón Francia    |
| Segundo título     |